# Filip III., kralj Francuske
Filip III. Hrabri (Poissy, 3. travnja 1245. – Perpignan, 5. listopada 1285.), francuski kralj od 1270. – 1285. godine iz dinastije Capet.
Smrt Luj IX. na križarskom pohodu u Tunisu 25. kolovoza 1270. godine je rezultirala krunidbom njegovog sina Filipa III. za novog kralja.
Vanjska politika ovog kralja se svela na pokušaje širenja kraljevstva u Španjolskoj. Rat Kastilji 1274. godine završava porazom, kao i deset godina kasniji rat Aragonu. Njegov jedini uspjeh u tim pohodima postaje personalna unije kraljevstva Navarre i Francuske. Unutrašnjom politikom se uopće nije bavio prepuštajući upravljanje svakodnevnim poslovima svojim miljenicima.
Filip III. je preminuo tijekom vođenja vojske u neuspješnom pohodu na Aragonsko kraljevstvo 5. listopada 1285. Iako ga nasljeđuje sin Filipa IV., njegovi potomci će nastavit vladati Francuskom kako pripadnici Valois dinastije koju čine potomci njegovog drugog sina Karla Valoisa. Prvi Valois kralj je Filip VI. unuk Filipa III.

## Poveznice
- Popis francuskih vladara

| Prethodnik:                   | Kralj Francuske | Nasljednik:                      |
| Luj IX. Sveti (1226. – 1270.) | Kralj Francuske | Filip IV. Lijepi (1285. – 1314.) |